# Diritto di replica
Diritto di replica è stato un programma televisivo italiano di genere varietà, andato in onda su Rai 3 tra il 1991 ed il 1995, il cui conduttore principale era Sandro Paternostro.
La scenografia era affidata a Giovanni Licheri, gli autori erano Fabio Fazio, che era anche uno dei conduttori, Felice Rossello, Pietro Galeotti, Paolo Macioti, Luigi Surdich e Bruno Voglino.
La prima stagione è iniziata il 26 ottobre 1991 e terminata il 30 maggio 1992. La seconda stagione è iniziata il 1º febbraio 1993 per concludersi il successivo 7 giugno.
Il format era di tipo talk-show ironico. Quattro giornalisti, sotto la supervisione di Sandro Paternostro, intervistavano a turno quattro personaggi balzati alla cronaca per uno o più fatti che avevano fatto scalpore, dovendosi difendere in un lasso di tempo limitato con valide argomentazioni.
Spesso veniva citata la frase di Voltaire "Non condivido la tua opinione, ma sono pronto a dare la mia vita perché tu la possa esprimere".
Altro momento ricorrente era la "Domanda delle cento pistole" proposta agli intervistati da Sandro Paternostro.